# Omdrift (Skovbrug)
 For alternative betydninger, se Omdrift. (Se også artikler, som begynder med Omdrift)
Omdrift er skovbrugets betegnelse for den periode, der går fra et træ plantes til det fældes.